# バンキャ
バンキャ（ブルガリア語: Ба̀нкя, ラテン文字転写: Bankya）は、ブルガリア西部のソフィア郊外にある町。
鉱泉が有名で、数百年前から湯治に利用されてきた。1969年に町制施行したのち、1979年にソフィア市の一部となった。
リュリン山のふもと、標高630メートルから750メートルの地点に位置する。約2500年前にトラキア人が定住した。イヴァニャネ地区からは、4世紀から5世紀の古代ローマの建物や壁、下水道、青銅製のブレスレットなどが出土している。産業は温泉を生かした観光業が中心である。
早い例では15世紀の史料にバンカ (Banka) という地名がみえる。町名は「温泉」という意味である。
著名な出身者に、元首相のボイコ・ボリソフがいる。
南極のグレアムランドにあるバンキャ峰は、町の名前に由来する。

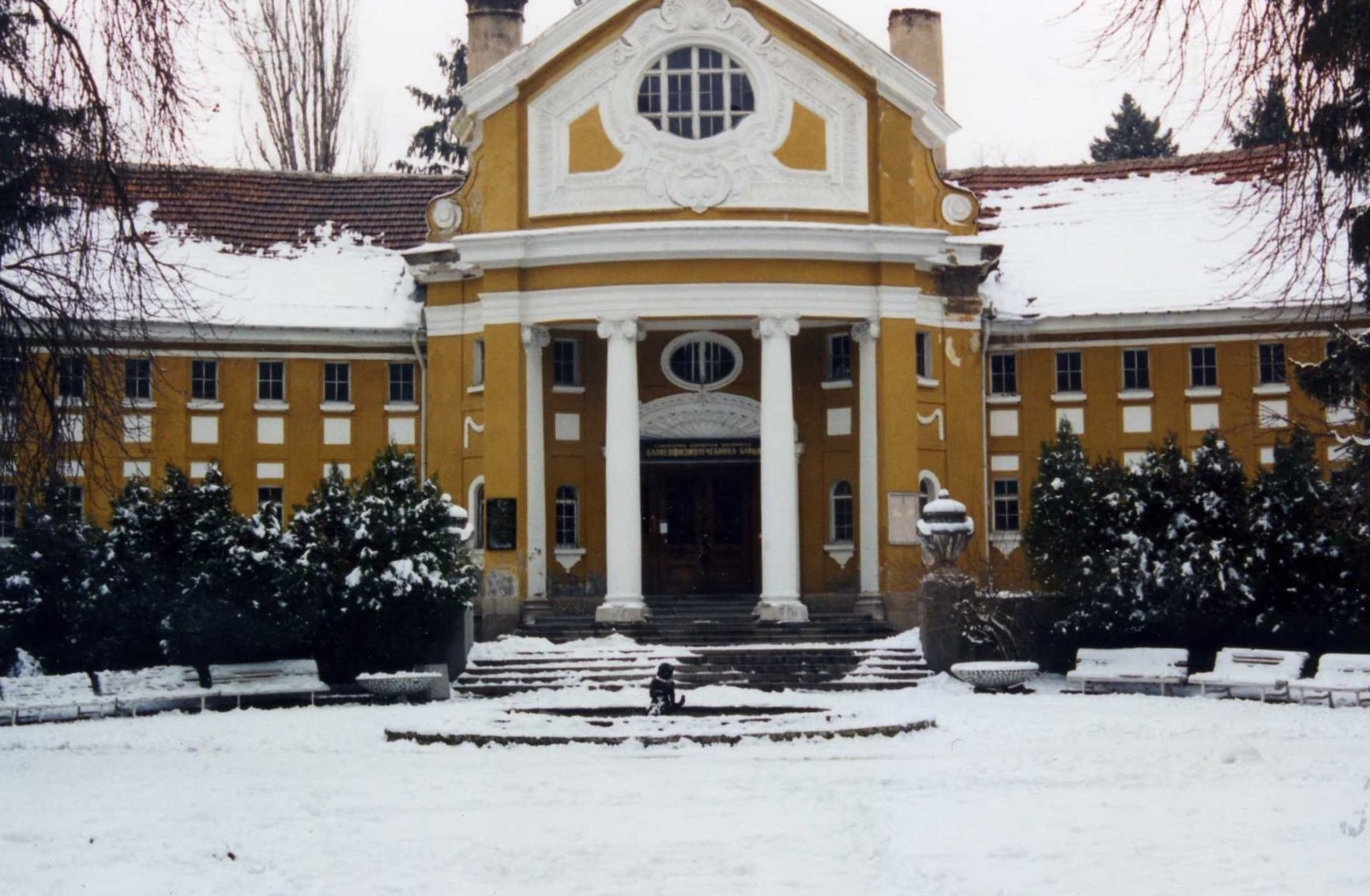
バンキャの湯治場